# Histoires de la vie de saint Jean Gualbert
Le polyptyque des Histoires de la vie de saint Jean Gualbert  est une peinture de Giovanni del Biondo datant de circa 1370, exposée au Musée de l'Œuvre de Santa Croce.

## Histoire
Le polyptyque trouvait place  initialement dans la  chapelle Bardi di Vernio de la basilique de Santa Croce.

## Iconographie
Saint Jean Gualbert est reconnaissable à ses attributs  ; sa robe de bure de moine bénédictin et par sa main tenant la crosse en équerre d'une canne étouffant les deux serpents de la simonie et du nicolaïsme  qu'il a combattus en fondant l'ordre des Vallombrosains. 
On lui attribue plusieurs miracles dont les volets latéraux du polyptyque narrent les détails à travers les épisodes de sa vie.